# Little Foot

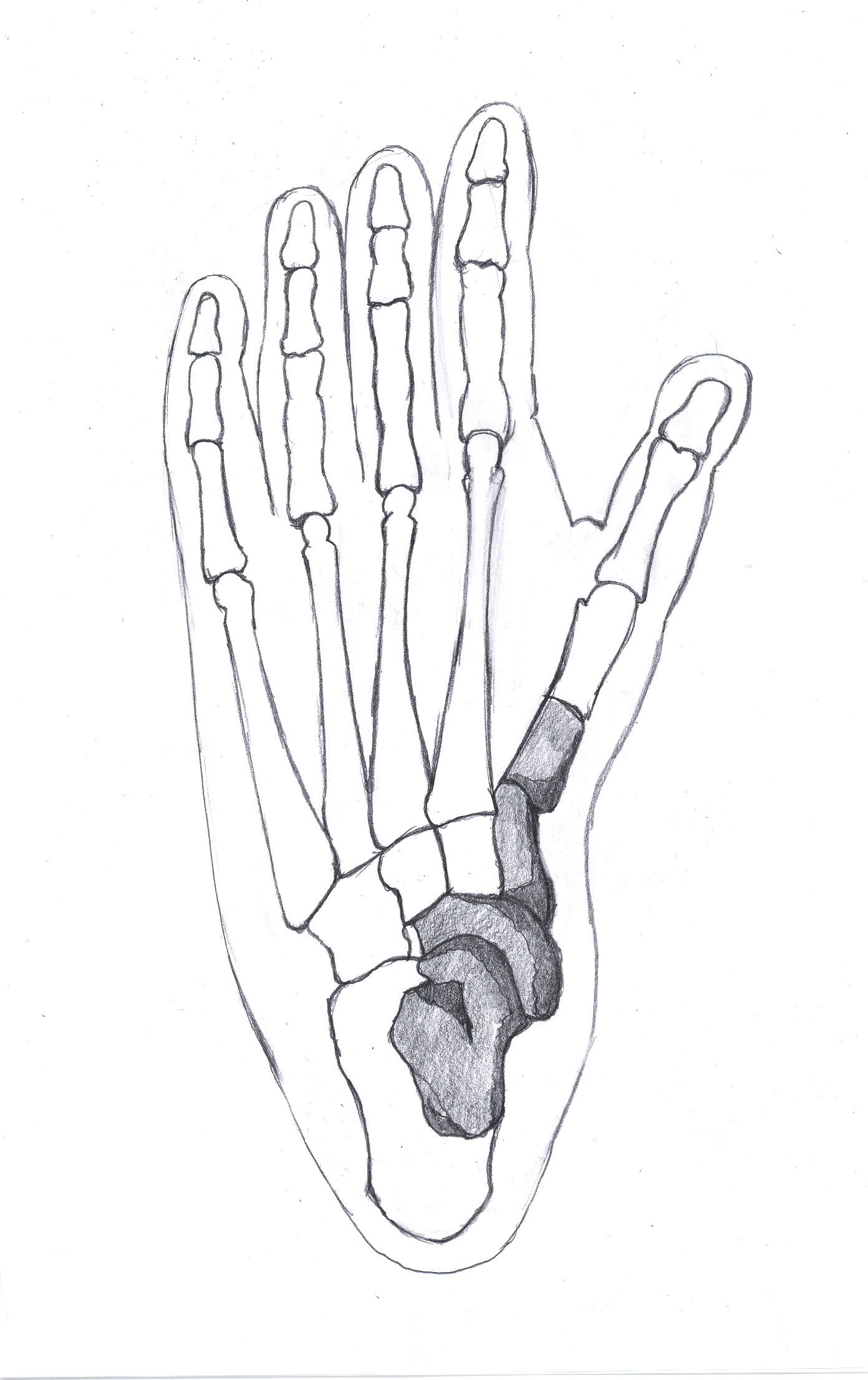
Le quattro ossa del piede di Little Foot

Little Foot ("piccolo piede") è il soprannome dato ad uno scheletro fossile quasi completo appartenente ad un Australopithecus, i cui resti sono stati ritrovati nel sito di Sterkfontein in Sudafrica, a partire da quattro ossa del piede sinistro, repertato come Stw 573 nel 1994, anno della sua scoperta.

## Ritrovamenti
I primi resti fossili di Little Foot furono identificati nel 1994 dal paleoantropologo Ronald Clarke, mentre esaminava i frammenti catalogati come scimmie cercopitecoidi provenienti dal Silberberg Grotto, una vasta caverna del sistema di grotte di Sterkfontein in Sudafrica. Clarke riconobbe quattro ossa del piede sinistro (l'astragalo, il navicolare, il cuneiforme mediale e il primo metatarso) che erano indubbiamente di un ominino, e non di una scimmia, e molto probabilmente tutte appartenevano allo stesso individuo. Furono descritti come appartenenti al genere Australopithecus e catalogati come Stw 573.
Date le minuscole dimensioni delle ossa, furono soprannominate Little Foot, cioè "piccolo piede". Nel 1997 Clarke trovò poi, in un'altra busta, altre ossa dello stesso individuo, tra cui il frammento di una tibia destra, che era stata chiaramente staccata dal resto dell'osso. Due assistenti alla preparazione dei campioni, Stephen Motsumi e Nkwane Molefe, furono subito mandati al Silberberg Grotto per cercare i frammenti mancanti della tibia, che furono sorprendentemente ritrovati in soli due giorni nella parte inferiore della grotta. 
Nei mesi successivi, Clarke e i suoi due assistenti scoprirono altre ossa del piede. Stephen Motsumi scoprì i primi resti della parte superiore del corpo, un osso del braccio, l'11 settembre 1998, e alla fine fu visibile anche la testa dell'individuo. Era un teschio collegato alla mascella inferiore, che era rivolta verso l'alto. Questi furono annunciati alla stampa nel 1998, suscitando una notevole attenzione da parte dei media in tutto il mondo
Un anno dopo, nel luglio e nell'agosto del 1999, furono scoperti e parzialmente scoperti un avambraccio sinistro e la corrispondente mano sinistra. Anche questi erano disposti anatomicamente correttamente. Il lavoro successivo ha portato alla luce uno scheletro relativamente completo, comprese parti del bacino, costole e vertebre, un omero completo e la maggior parte delle ossa degli arti inferiori.
Ulteriori scavi permisero di ritrovare uno scheletro quasi completo, incluso l'avambraccio e l'articolazione della mano, parte delle pelvi, costole e vertebre, un omero completo e parte degli arti inferiori. Clarke e il suo team hanno impiegato due decenni interi per estrarre, pulire e analizzare completamente il campione, lavoro che è stato finalmente completato nel 2017
Secondo Clarke, Little Foot non appartiene alla specie dell'Australopithecus afarensis o dell'Australopithecus africanus, ma ad una specie ritrovata in precedenza nei siti di Makapansgat e Sterkfontein Member Four.

## Datazione
La complessa geologia di Sterkfontein rende difficile una datazione accurata del Stw 573. Non ci sono tufi vulcanici che permettano la datazione radiometrica e le sequenze paleomagnetiche sono incomplete. Di conseguenza l'età di Stw 573 è piuttosto dibattuta nella letteratura scientifica, con stime che vanno dai quattro milioni di anni in base alla datazione radiometrica del 26Al e 10Be, a 2,2 milioni di anni in base alla datazione del decadimento Uranio-Piombo. Una cronologia basata sull'inversione geomagnetica fornisce un'età di 3,3 milioni di anni.
Uno degli ultimi studi, pubblicato su «Nature» nel giugno 2015, fornisce una nuova datazione effettuata con un metodo che si basa sui nuclidi cosmogenici sepolti (isotopi radioattivi inclusi nei sedimenti). Tale nuova datazione restituisce il risultato di 3,68 ± 0,16 milioni di anni fa.